# 捷泳鰓脂鯉
捷泳鰓脂鯉，為輻鰭魚綱脂鯉目脂鯉亞目半齒脂鯉科的其一種，分布於南美洲鑫谷河及托坎廷斯河流域，體長可達15.2公分，棲息在底中層水域，生活習性不明。